# Hoher Dachstein
Hoher Dachstein je krška planina, drugi najviši vrh Sjevernih krških Alpa. Nalazi se na granici dvije austrijske savezne države, Gornja Austrija i Štajerska (austrijska savezna država), u kojima je on najviši vrh. Dijelovi njegovog masiva leže i u državi Salzburg, te ju često zovu "Planinom triju država" (njemački: Drei-Länder-Berg). 
Planina se proteže na području od 20 x 30 km i ima nekoliko vrhova koji su viši od 2.500 metara. Gledano sa sjevera, planina Hoher Dachstein dominira svojim ledenjacima i kamenitim obroncima, dok se gledano s juga spušta gotovo okomito do dna doline.
Hoher Dachstein zajedno sa selom Hallstatt čini kulturni krajolik Salzkammergut koji je 1997. godine upisan na UNESCO-ov popis mjesta svjetske baštine u Europi.

## Geologija
Geološkim sastavom Dachsteina dominiraju tzv. "Dachsteinski vapnenac" (Dachstein-Kalk) koji datira u vrijeme Trijasa. Kao i drugi krški predjeli Alpa, Dachstein ima brojne špiljske sustave od kojih su neki najveće špilje u Austriji poput Mammuthhöhle i Hirlatzhöhle, a popularna torustička atrakcija je špilja Eisriesenhöhle.
Dachstein je slavan po svojim fosilima koji uključuju fosil megalodonta, ali i brojne tzv. "otiske stoke" (Kuhtritte).
Ledene kape na Dachsteinu su jedine na Sjevernim krškim Alpama i najveće su, i najsjevernije, na cijelim Alpama. No, ledenjaci se ubrzano tope i pretpostavlja se da ih za osamdesetak godina više neće biti. Halštatski ledenjak (Hallstätter Gletscher) s Dachsteina se povukao oko 20 metara samo 2003. godine.